# Ferae
Las fieras (Ferae) son un clado perteneciente al superorden Laurasiatheria, que contiene en la actualidad a los órdenes Pholidota y Carnivora. Los pangolines (Pholidota) no se parecen a los carnívoros y anteriormente eran clasificados junto con los xenartros (armadillos, osos hormigueros), pero estudios genéticos recientes revelaron una estrecha relación con los carnívoros. Ferae también incluye a los Creodonta, unos mamíferos primitivos similares a los carnívoros. Algunas familias extintas, relacionadas con el orden Pholidota, también forman parte de Ferae. A veces estos clados se fusionan con Pholidota para formar el orden Cimolesta.
Los parientes más cercanos de las fieras son los quirópteros (murciélagos) y los euungulados (artiodáctilos y perisodáctilos).

## Órdenes
- Carnivora
- Pholidota
- Creodonta †
- Cimolesta †

## Filogenia
|  | Creodonta† |
|  |            |
|  | Carnivora  |
|  |            |

|  | Pholidota  |
|  |            |
|  | Cimolesta† |
|  |            |

|  | Creodonta† |
|  |            |
|  | Carnivora  |
|  |            |

|  | Pholidota  |
|  |            |
|  | Cimolesta† |
|  |            |